# Stupstock

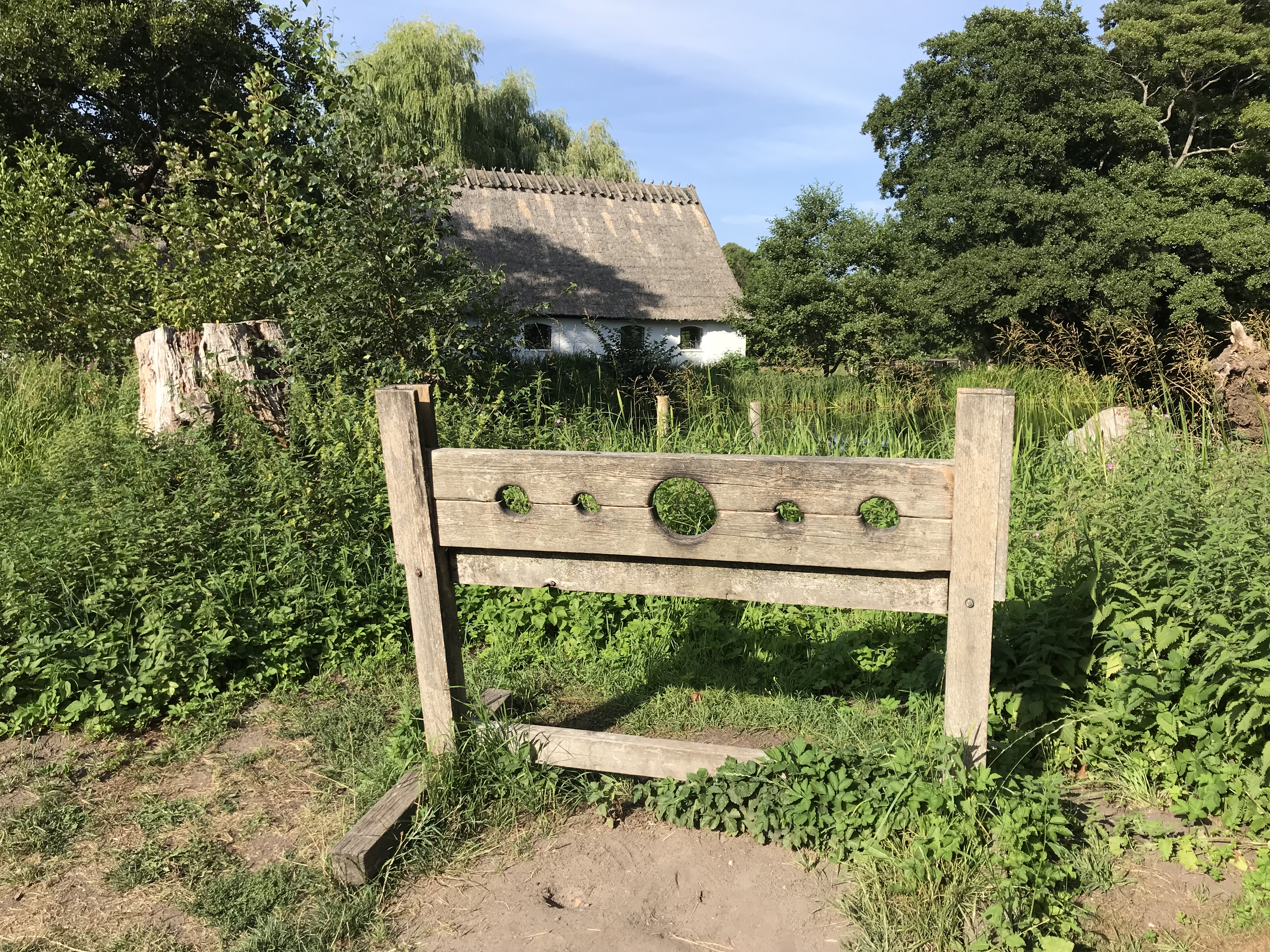
Stupstock vid Esrum Kloster & Møllegård i Danmark.

Stupstocken var en stock (eller plankkonstruktion) med urgröpning i mitten för halsen, motsvarande dels skampåle (i äldre tider även kallad stupa, spöpåle och kåk), dels spöstock (för spö- och risstraff).
Begreppet har även använts avseende träbjälken varpå avrättningsdömdas hals placerades inför halshuggningen. Själva avrättningen skedde vanligen med en speciell yxa, bila. Adelsmän kunde ibland få välja att halshuggas med svärd.
I överförd bemärkelse är stupstock lika med en bortre gräns vid förhandlingar, där resurserna är uttömda och frågan måste lyftas till en högre instans. Benämningen har använts i avtalssammanhang sedan 1970-talet. LO-tidningen skriver: I förhandlarvärlden står begreppet för en tvingande regel i det centrala kollektivavtalet. Den används bara om de lokala parterna misslyckas med att komma överens. Stupstockar finns inte i alla frågor och inte heller på alla avtalsområden.
Uttrycket är alltså ej "strupstock" (vilket man möjligen kan luras att tro).